# Sur les terres truquées
Sur les terres truquées est un album de bande dessinée dans la série Valérian et Laureline, écrite par Pierre Christin et dessinée par Jean-Claude Mézières.

## Résumé
Valérian et Laureline sont envoyés en mission par Galaxity non pas seuls comme d'habitude, mais accompagnés d'une historienne, Jadna, la caricature du scientifique froid et insensible. Quelqu'un a recréé, en divers coins de l'espace, des reconstitutions de l'histoire terrienne de la fin du XIXe siècle et du début du XXe siècle, animées par des robots à forme humanoïde. Le SST veut savoir qui, pourquoi, et si cela constitue une nouvelle menace pour le bon déroulement de l'histoire de la Terre.
La méthode retenue est simple, mais fastidieuse : la mission étant très dangereuse, Valerian est utilisé comme modèle pour un clonage à grande échelle. À chaque reconstitution, un clone est envoyé en tenue de l'époque pour se fondre dans le décor. Il doit s'infiltrer dans la reconstitution historique, localiser le centre de communications, et copier les coordonnées de la reconstitution suivante. Laureline est chargée de réveiller le clone, l'historienne de l'instruire rapidement sur la mission. Cela fonctionne... sauf qu'à chaque fois le clone de Valerian trouve la mort. A la première mission, on croit même que c'est le vrai Valerian. Laureline est déprimée de réveiller des répliques de son compagnon pour les envoyer à la mort. L'historienne y est insensible, car elle est surexcitée de se rapprocher à chaque fois un peu plus de leur proie. Le « jeu de piste » explore les époques suivantes :
- le royaume d'un maharadjah à l'époque de la conquête par la Compagnie britannique des Indes orientales[3]. Valerian est déguisé en "tunique rouge" britannique et doit infiltrer le palais du souverain pour trouver le terminal.
- Londres à l'époque victorienne[4]. Valerian est déguisé en lord, avec smoking, haut-de-forme et monocle, et il doit infiltrer un club privé
- Paris à la Belle Époque[4]. Valerian est déguisé en Français moyen, avec moustache et casquette.
- San Francisco à l'époque de la ruée vers l'or.

Le final, spectaculaire, voit l'astronef de Valerian et Laureline s'écraser dans une reconstitution des tranchées de la Première Guerre mondiale. Laureline est assommée. L'historienne réveille d'un coup tous les clones et les équipe en soldats allemands (avec casque à pointe et uniforme vert-de-gris) pour affronter les robots ennemis en uniformes français. Quand le massacre général se termine (robots contre clones s'exterminent mutuellement) Lauréline reprend conscience et retrouve le vrai Valerian qui dormait dans un coin. Ils retrouvent hors du vaisseau l'historienne qui a trouvé leur mystérieux "ennemi", un extra-terrestre. Celui-ci se rend car il n'a plus de réserves, mais dit n'avoir pas de mauvaises intentions. Il a organisé ces reconstitutions par fascination pour la si riche histoire terrienne, pleine de bruit et de fureur, alors que l'histoire de sa planète est morne et banale en comparaison. Laureline, furieuse, abandonne à leurs obsessions les deux maniaques de l'histoire, après leur avoir fait la morale avec son esprit rebelle habituel, et rentre avec Valerian faire son rapport.

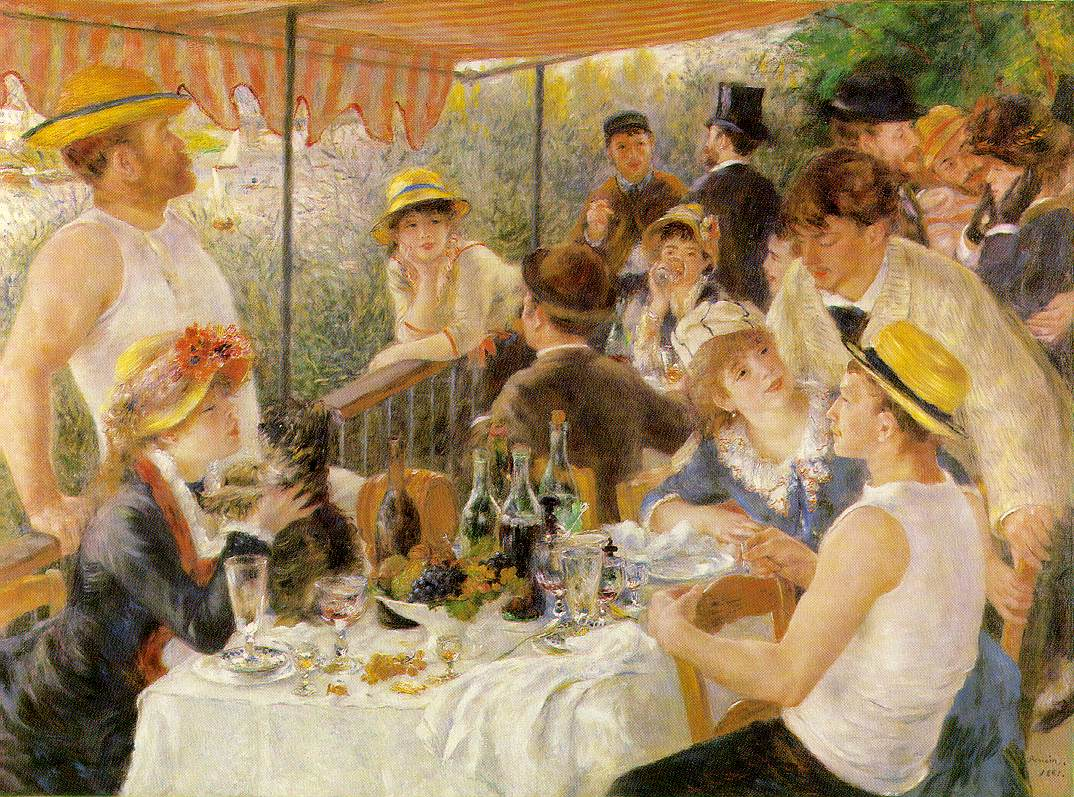
La scène du déjeuner des canotiers de Renoir est reprise dans la dernière vignette de l'album

Pour se détendre, ils s'offrent un déjeuner au restaurant sur les bords de Seine dans le "vrai" passé terrien, vers 1900 en France, en un inattendu hommage au célèbre tableau d'Auguste Renoir, Le Déjeuner des canotiers.